# Neo Geo

Neo-Geo-Logovariante

Neo Geo ist eine stationäre Spielkonsole und ein Arcade-System, das vom Unternehmen SNK entwickelt wurde.

## MVS und Neo Geo

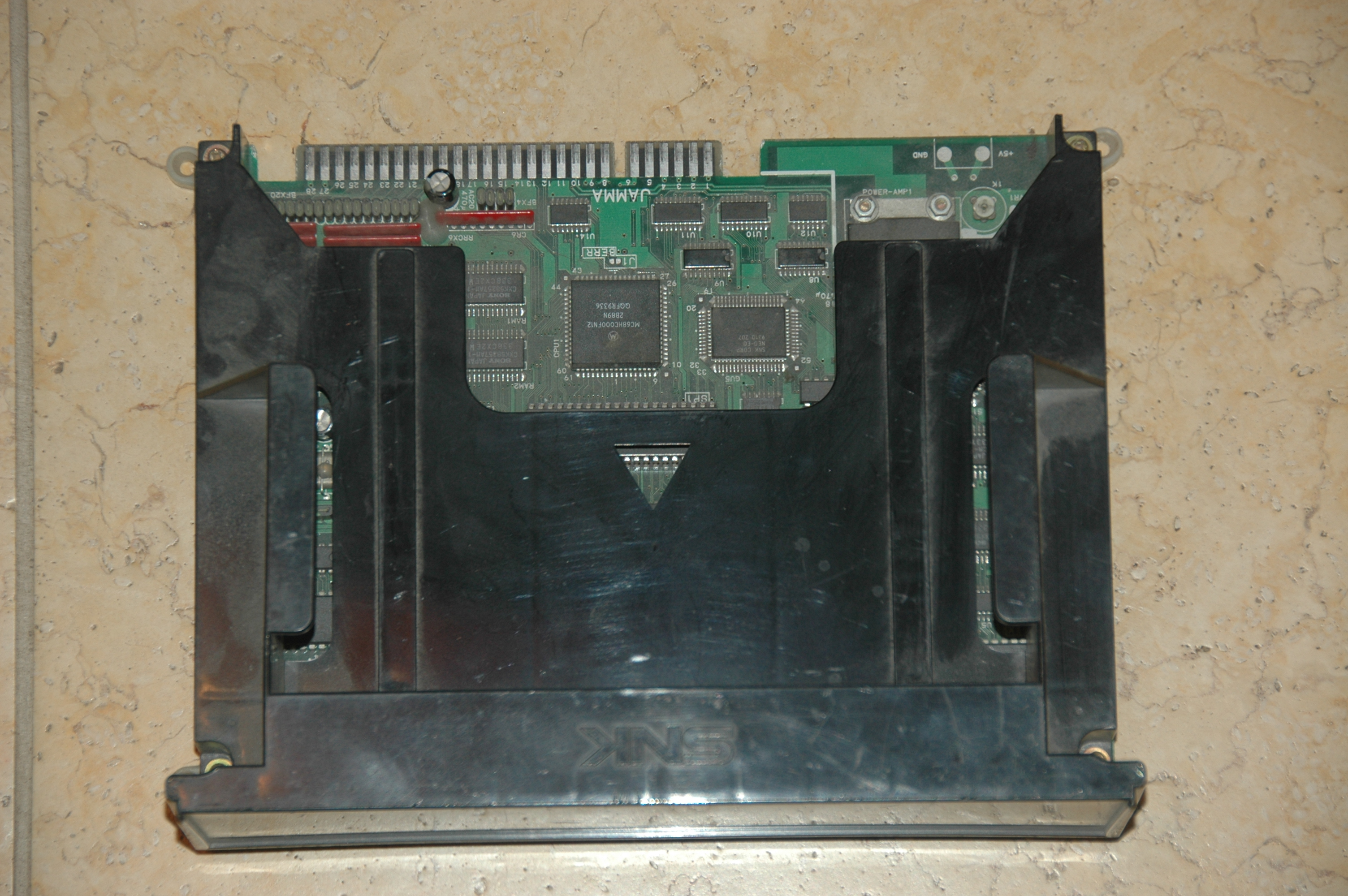
Neo Geo MVS (Arcade-System) mit JAMMA-Anschluss

Mit Aufkommen von Spielkonsolen und Heimcomputern in den späten 1980er Jahren ging die Popularität der Spielhallen stark zurück. Da bis dahin für jedes neue Arcade-Spiel auch ein neuer Arcade-Automat entwickelt und verkauft wurde, kam SNK auf die Idee, das Neo Geo MVS (Multi Video System) zu entwickeln. Bei diesem Gerät musste der Spielhallenbetreiber nicht die gesamte Hardware austauschen, sondern nur das Spielmodul. Außerdem konnte das MVS je nach Modell mit bis zu sechs Modulen gleichzeitig bestückt werden, unter denen man wählen konnte.
Es wurde außerdem eine Heimversion, das Neo Geo AES (Advanced Entertainment System), des Geräts entwickelt. Zunächst sollte dieses Gerät eigentlich nur über Videotheken verliehen werden, aber viele Japaner kauften sich das System. Auch in den USA und Europa wurde man auf das Neo Geo aufmerksam aufgrund seiner damals hervorragenden technischen Leistung. Da das System nicht für den Verkauf an Heimnutzer gedacht war, war es jedoch vergleichsweise teuer: das AES kostete in den USA 600 USD und in Deutschland umgerechnet etwa 550 Euro. Ein Spiel kostete um die 200 bis 300 USD. Dies lag an der großen Speicherkapazität der Module (bis 716 MBit). Ein Modul besteht aus zwei übereinanderliegenden Platinen.
Das Neo Geo war die erste Konsole mit einem Memory-Card-Slot, der es erlaubte, Spielstände zu speichern und später sogar in der Spielhalle wieder zu laden.
SNK entwickelte Spiele, die in Sachen Grafik, Sound und Musik neue Maßstäbe setzten. Da die Spiele alle Arcade-Spiele sind, sind sie meist actionlastig. Mit dem Erscheinen von Capcoms Street Fighter II 1991 wurden Beat ’em ups zu einem der wichtigsten Arcade-Genres. SNKs Fatal Fury, das ebenfalls 1991 erschien, wies zwar Eigenheiten wie mehrere Ebenen und einen kooperativen 2-Spieler-Modus auf, wurde aber trotzdem oft als Street-Fighter-2-Kopie abgestempelt. Weitere Prügelspiele sind Art of Fighting, Samurai Shodown und The King of Fighters, die alle mit zahlreichen Fortsetzungen am Leben gehalten wurden. Das Neo Geo wurde als optimale Prügelspiele-Plattform berühmt.
Der Begriff AES (Advanced Entertainment System) steht entgegen der weitläufigen Meinung nicht nur für die Heimversion des Neo Geo. SNK selbst hat seinerzeit auch Neo-Geo-Automatengehäuse für die Spielhallen mit dem Begriff „Advanced Entertainment System“ ausgestattet und hat den Terminus AES nie ausschließlich zur Betitelung von Heimmodul-Spielen benutzt, sondern diese immer als Homecards bezeichnet.
Obwohl bekannt ist, dass die Buchstaben AES auch auf den CD-Konsolen und vereinzelt auch auf der Arcade-Hardware zu finden sind, hat sich dieses Kürzel für die Heim-Konsole durchgesetzt.

## Hardware
Die Hardware des Neo Geo im Detail:
- CPU: Motorola 68000 (12 MHz, 16-Bit)

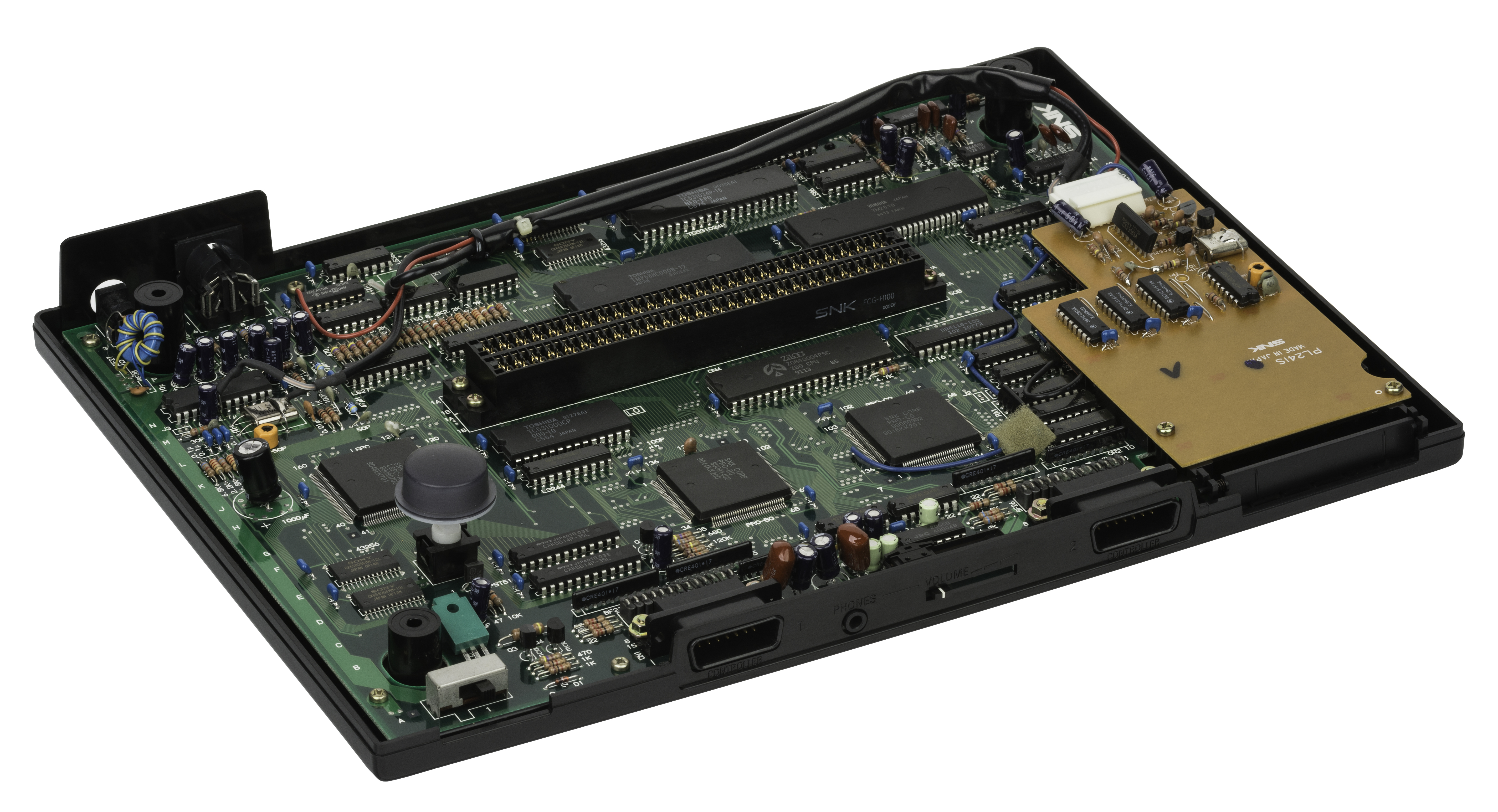
AES-Hauptplatine (Spielkonsole)

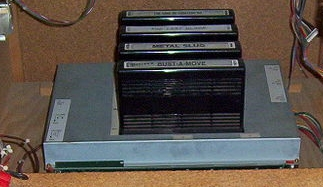
Arcade-Einheit des Neo Geo MVS, hier mit vier Modulen

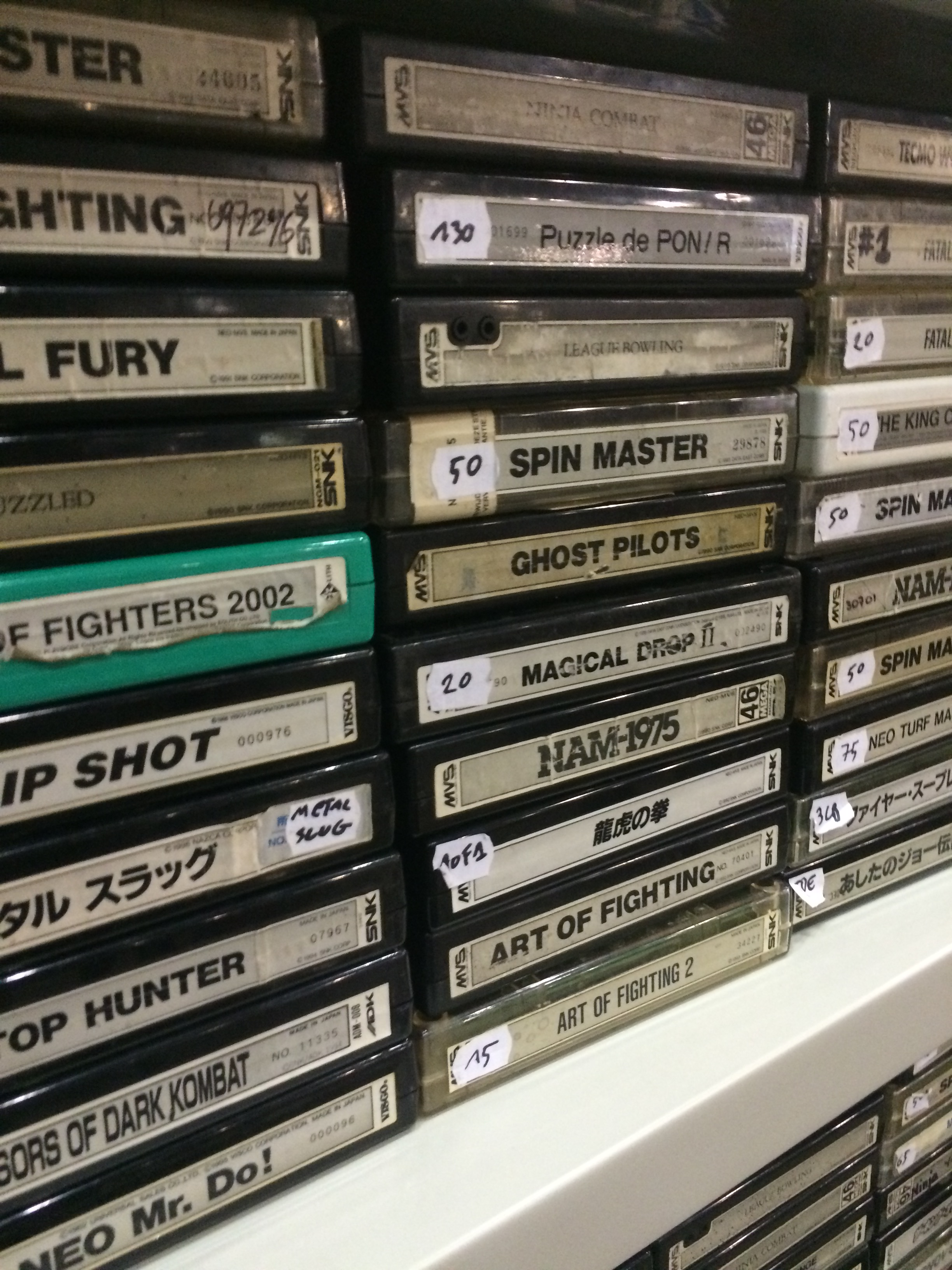
Neo-Geo-Module

- Sound-CPU: Zilog Z80A (4 MHz)
- Auflösung: 304×224 (320×240)
- Farbpalette: 65.536
- Max. Farben gleichzeitig: 4096
- Max. Anzahl Sprites gleichzeitig: 380
- Min. Sprite-Größe: 1×2
- Max. Sprite-Größe: 16×512
- Sound: Stereo, 15 Kanäle (7 Digital, 4 FM, 3 PSG, 1 Geräuschkanal)
- RAM:
  - 68000: 64 kB
  - Video: 68 kB
  - Z80 RAM: 2 kB

Zur Auflösung:
Technisch gesehen hat die Hardware die Fähigkeit, eine Auflösung von 320 × 240 darzustellen. Durch einen Designfehler der Grafikhardware kommt es beim horizontalen Scrollen der Grafik zu Bildstörungen am linken und rechten Bildschirmrand, weshalb an diesen Stellen ein 8 Pixel breiter Rand zur Überdeckung dieser Fehler eingefügt werden musste. Um das Verhältnis 4:3 zu erhalten, wurde ebenfalls am oberen und unteren Bildschirmrand ein 8 Pixel breiter Rand eingefügt.
Der Vorteil und gleichzeitig auch der Grund, warum sich das Neo Geo so lange unter den Spielkonsolen und Automaten halten konnte, ist der großzügig dimensionierte Modulspeicher. SNK spezifizierte die Modulgröße zunächst mit 330 MBit, tatsächlich kann die Konsole mit bis zu 716 MBit großen Modulen umgehen (acht Speicherbänke mit jeweils 64 MBit sowie eine Speicherbank mit 4 MBit für Grafik, acht Bänke mit jeweils 8 MBit für das Programm, 128 MBit für den Sound). Spätere Spiele wie King of Fighters 2000 nutzten dies auch aus. Viele Effekte, welche die CPU nicht in Echtzeit berechnen kann, werden durch vorgefertigte Grafikanimationen kompensiert. Dies hebt besonders den malerischen Effekt vieler Spiele hervor und lässt sie qualitativ mit Produkten für technisch leistungsfähigere Konsolen mithalten, zumindest, was 2D-Grafik anbelangt.

## Neo Geo CD und Neo Geo CDZ

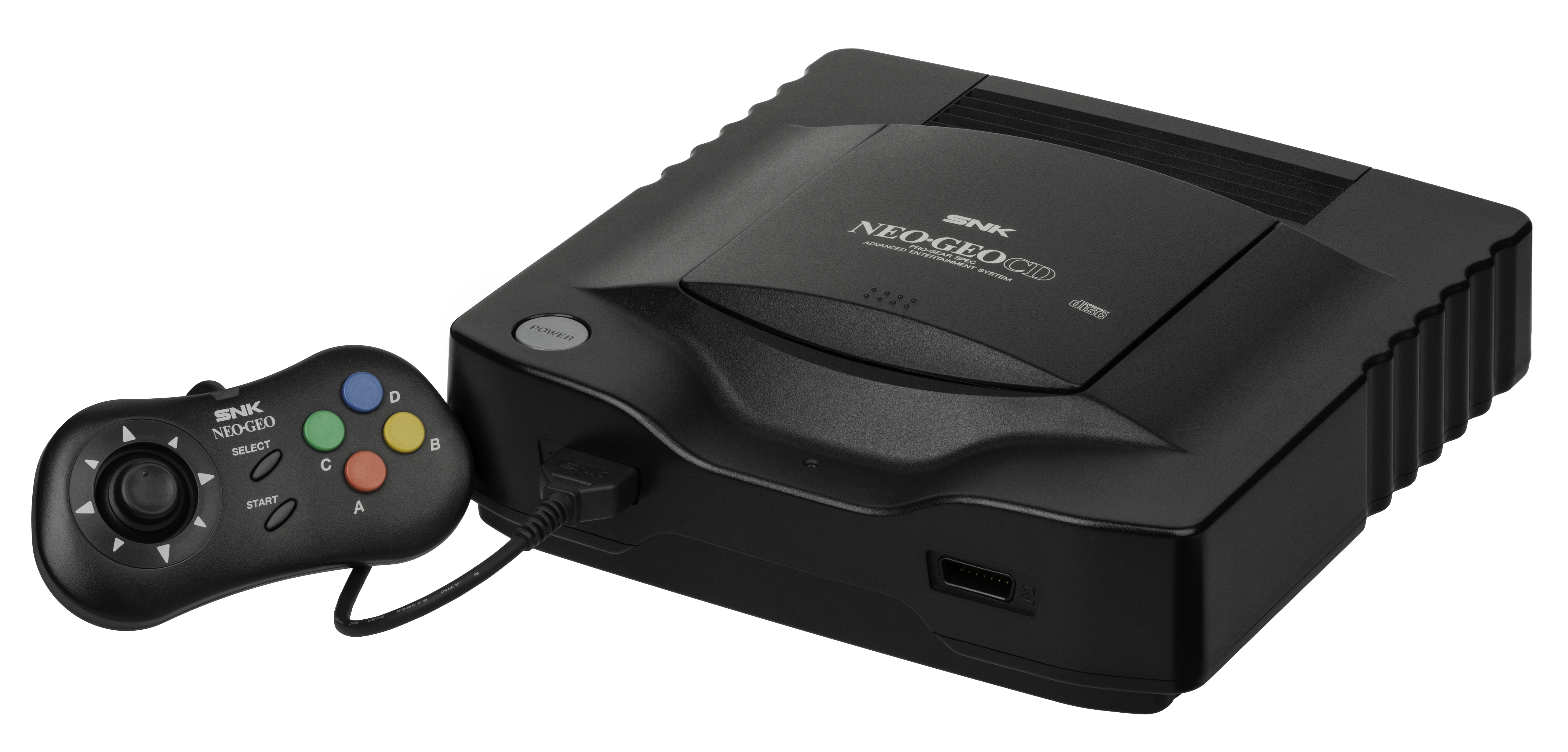
Neo Geo CD mit Controller

Aufgrund der sehr teuren Spiele entschloss sich SNK mit dem Neo Geo CD im Jahre 1994 eine Konsole auf den Markt zu bringen, die es auch dem weniger gut betuchten Spieler erlaubte, in den Genuss der Spiele zu kommen. Von der Technik war das Neo Geo CD identisch mit der Modulversion, jedoch war es mit einem Single-Speed-CD-Laufwerk ausgestattet, wodurch man die Spiele wesentlich günstiger verkaufen und somit einen größeren Kundenkreis erschließen konnte. Die erste Version des Neo Geo CD war eine Frontloader-Version, von der jedoch nur 25.000 Exemplare hergestellt wurden, die zweite Version war schließlich eine Top-Loader-Variante, die von der Produktion her wesentlich günstiger war.
Das Neo Geo CD setzte sich jedoch nicht durch, da die Ladezeiten enorm lang waren und das Gerät nur einen internen Speicher von 7 MB hatte. Das reichte nicht aus, um die wesentlich größeren Spiele im Speicher zu halten, wodurch ständig nachgeladen werden musste. Deswegen entschloss sich SNK 1996 das Neo Geo CDZ herauszubringen, das neben einer leichten Designveränderung auch mit einem größeren Laufwerkscache ausgestattet war. Es wurde jedoch nur in geringen Stückzahlen und ausschließlich in Japan verkauft. Aufgrund der immer größer werdenden Module kam das Neo Geo CD vom internen Speicher nicht mehr mit, wobei schließlich die neueren Spiele nicht mehr für das Neo Geo CD umgesetzt wurden, da sie zu sehr abgespeckt werden mussten, um noch vernünftig lauffähig und spielbar zu sein.

## Neo Geo Pocket / Neo Geo Pocket Color

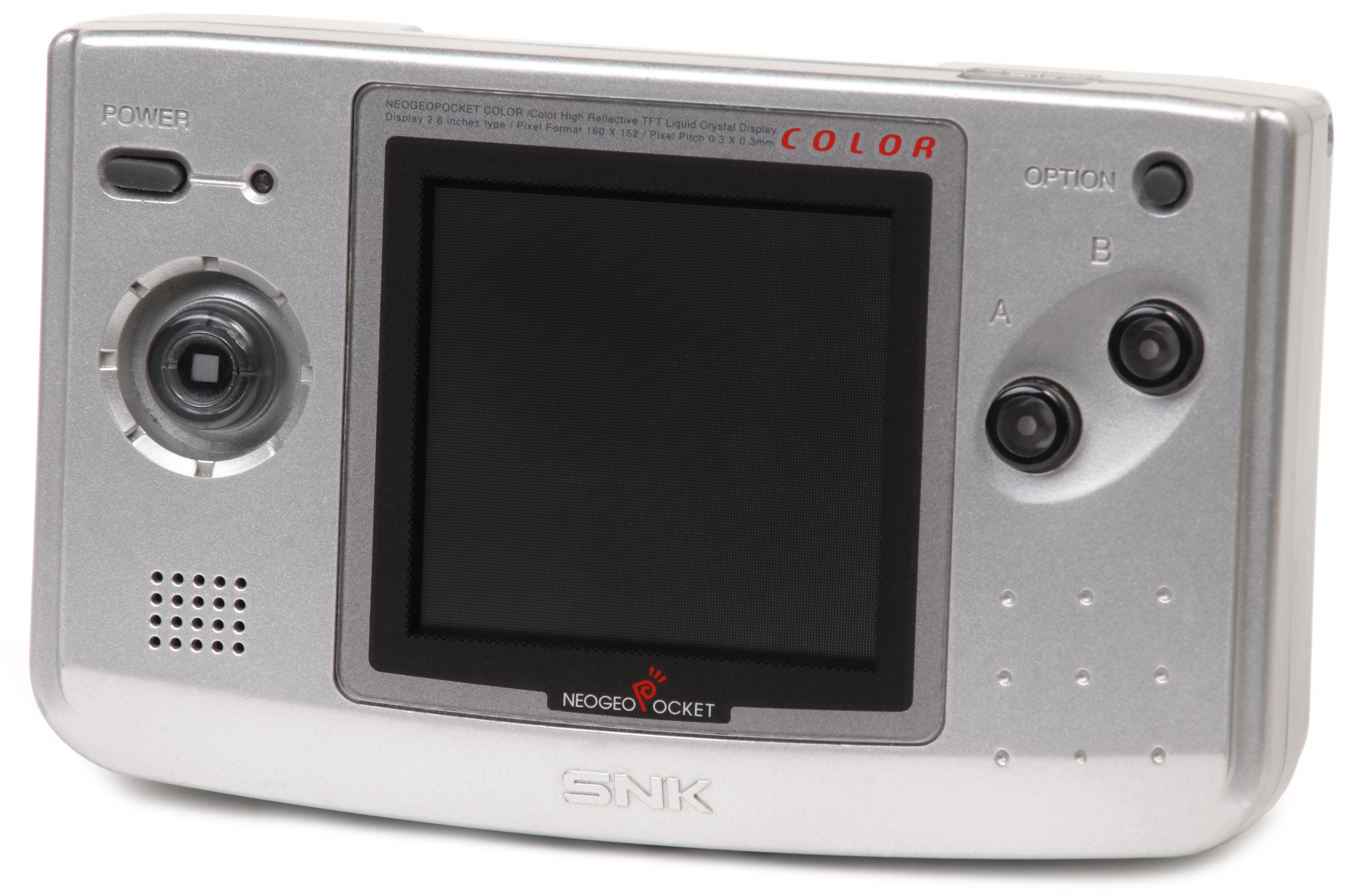
Neo Geo Pocket Color

Das Neo Geo Pocket ist eine Handheld-Konsole von SNK. Es erschien 1998 in Japan, 1999 wurde die Produktion eingestellt und das Neo Geo Pocket Color angekündigt, da das Neo Geo Pocket mit Schwarz-Weiß-Bildschirm sich schlechter verkauft hatte als erwartet. Trotz seiner kurzen Lebenszeit erschienen einige aufwändigere Spiele für das System, darunter Samurai Shodown und King of Fighters R-1. Bis auf einige Ausnahmen ist das Neo Geo Pocket Color zu den Spielmodulen für das Neo Geo Pocket abwärtskompatibel.
Um den Softwaremarkt für das Neo Geo Pocket nicht mit Einstellung der Produktion austrocknen zu lassen, entschloss man sich zur Implementation eines Schwarzweiß-Modus in vielen der Spiele für das Neo Geo Pocket Color.

## Hyper Neo Geo 64
1997 versuchte SNK mit dem Hyper Neo Geo 64 einen neuen, modernen Spielautomaten zu etablieren. Der Versuch scheiterte, denn grafisch konnte sich die ambitionierte Hardware nicht mit etablierten Platinen wie dem Sega Model 3-Board messen. Heimumsetzungen auf Playstation und Saturn konnten aufgrund der niedrigeren Auflösung und Framerate-Schwankungen nicht überzeugen, die seinerzeit herausragenden 2D-Fähigkeiten konnten höchstens durch einige Hintergrundgrafiken erahnt werden.
Zusammen mit dem kommerziell gefloppten Handheld Neo Geo Pocket besiegelte das HNG64-Arcade-Board SNKs Niedergang. King of Fighters 2002 wurde das letzte Spiel von SNK, die später von Playmore aufgekauft wurden, das für Weiterentwicklungen (z. B. Metal Slug 6, Samurai Shodown 6, King of Fighters Nachfolger) nun auf die etwas bessere, auf der Dreamcast basierenden Atomiswave-Arcade-Plattform setzt.

## Neo Geo Station
Seit Ende 2010 können ausgewählte Neo-Geo-Spiele über den Dienst Neo Geo Station für PlayStation 3 und PSP heruntergeladen werden. Die Bezahlung erfolgt über das PlayStation Network. Die Spiele können online zusammen oder gegeneinander gespielt werden. Neben weiteren Besonderheiten kann zu jedem Zeitpunkt der Spielstand gespeichert werden.

## Neo Geo X Gold
Zusammen mit den Publishern Blaze (Europa) bzw. Tommo (USA) brachte SNK im Dezember 2012 das Neo Geo X Gold weltweit auf den Markt. Im Lieferumfang befand sich neben der Neo Geo X Station der Neo Geo X Handheld und ein Neo Geo X Joystick. Die Neo Geo X Station diente dabei als Ladestation für den Handheld und ermöglichte es, diesen über ein HDMI- oder AV-Kabel an einen Fernseher anzuschließen. Zusätzlich bot die Station Anschlüsse für zwei Joysticks, die dem originalen AES-Joystick nachempfunden waren.
Die Auflösung des Handhelds entsprach mit 480 × 272 Pixeln der der Playstation Portable. Über einen Erweiterungsschacht konnten Spiele auf Speicherkarten (Game Cards) verwendet werden. Auf dem Gerät waren bereits 20 klassische Neo-Geo-Titel vorinstalliert, weitere 15 Spiele (veröffentlicht in Dreierpaketen bzw. als Sammlung aller 15 Spiele im NeoGeo X Mega Pack Volume 1) erschienen zu einem späteren Zeitpunkt. Im Lieferumfang der im Dezember 2012 erschienenen Limited Edition war zudem das Spiel Ninja Masters auf einer Game Card enthalten. Dieses Spiel konnte nach dem Update auf die Firmwareversion 5.0a (nötig, um das Mega Pack 1 zu spielen) nicht mehr gestartet werden.
Liste der vorinstallierten Spiele:
| - 3 Count Bout - Alpha Mission II - Art of Fighting - Baseball Stars II - Cyber-Lip | - Fatal Fury: King of Fighters - Fatal Fury Special - King of Fighters '95 - King of the Monsters - Last Resort | - League Bowling - Magician Lord - Metal Slug - Mutation Nation - NAM-1975 | - Puzzled - Real Bout Fatal Fury - Samurai Shodown II - Super Sidekicks - World Heroes Perfect |

In den USA betrug der empfohlene Verkaufspreis 199,99 USD.

## Neo Geo Mini
2018 veröffentlichte SNK das Neo Geo Mini. Das 15 cm hohe Gerät orientiert sich am Design eines Spielautomaten und hat einen eingebauten Bildschirm (3,5-Zoll/ca. 8,9 cm), der in ein kleines an einen Arcade-Automaten erinnerndes Gehäuse eingearbeitet wurde. Es verfügt über einen fest verbauten Joystick und Buttons. Über einen Mini-HDMI-Ausgang lässt es sich an einen Fernseher anschließen. Das Neo Geo Mini erschien in verschiedenen Versionen, die sich durch das Design, aber auch durch die Spieleauswahl unterscheiden. 40 Spiele sind auf dem Gerät vorinstalliert. Als überarbeitete und verbesserte Version gilt die Samurai-Shodown-Edition. Die Gamepads des Neo Geo Mini basieren auf denen des Neo Geo CD.